# Brasilianisch-guinea-bissauische Beziehungen
Die brasilianisch-guinea-bissauischen Beziehungen umfassen die bilateralen Beziehungen zwischen Brasilien und Guinea-Bissau. Sie unterhalten seit 1974 offizielle diplomatische Beziehungen.
Ihr Verhältnis gilt als sehr gut, bedingt insbesondere durch ihre gemeinsame historische und kulturelle Verbindung zum portugiesischen Sprachraum. Sie wurden durch ihre jahrhundertelange gemeinsame Zugehörigkeit zum Portugiesischen Kolonialreich geprägt und teilen enge Beziehungen auf vielen Ebenen. Sie sind Gründungsmitglieder der Gemeinschaft der Portugiesischsprachigen Länder (CPLP) und gehören gemeinsam weiteren internationalen Organisationen an, darunter die Lateinische Union, die Gruppe der 77 und weitere UN-Unterorganisationen.
Die brasilianische Entwicklungszusammenarbeit in Guinea-Bissau in Bildung, Gesundheit, Landwirtschaft, berufliche Ausbildung und weiteren Bereichen technischer Zusammenarbeit zählt zu den bedeutendsten Elementen ihrer Beziehungen, dazu kommt die Präsenz einiger brasilianischer Unternehmen, Medien und Bildungs- und Kultureinrichtungen, aber auch evangelikaler Freikirchen, die in Guinea-Bissau tätig sind. Anhaltende innenpolitische Krisen, schwache Infrastrukturen und wirtschaftliche Instabilität verhinderten bislang jedoch eine noch engere wirtschaftliche, aber auch kulturelle Präsenz Brasiliens im Land.
Ein weiteres Verbindungsglied ist die guinea-bissauische Diaspora in Brasilien. Im Jahr 2024 waren 7.270 guinea-bissauische Staatsbürger in Brasilien gemeldet. Dazu kommen guinea-bissauische Studenten, die mit öffentlichen und zivilgesellschaftlichen brasilianischen Programmen und Stipendien an Hochschulen in Brasilien studieren, insbesondere das staatliche Programm Programa de Estudantes-Convênio de Graduação (PEC-G), mit dem die brasilianische Bundesregierung ausländische Studenten in Brasilien fördert. Jährlich wird dazu der beste ausländische Student durch das Außenministerium Brasiliens mit dem Preis Certificado de Mérito Acadêmico (portugiesisch für: Zertifikat für akademischen Verdienst) und einem damit verbundenen monatlichen Extra-Stipendium von 622 Real (R$, etwa 92 Euro, Stand November 2024) und einem bezahlten Heimaturlaub ausgezeichnet. Im Jahr 2012 gewann der guinea-bissauische Bauingenieur-Student Naloen Coutinho zum siebten Mal in Folge diesen Preis als bester ausländischer Student des Programms in Brasilien.

## Geschichte

### Bis 19. Jh.

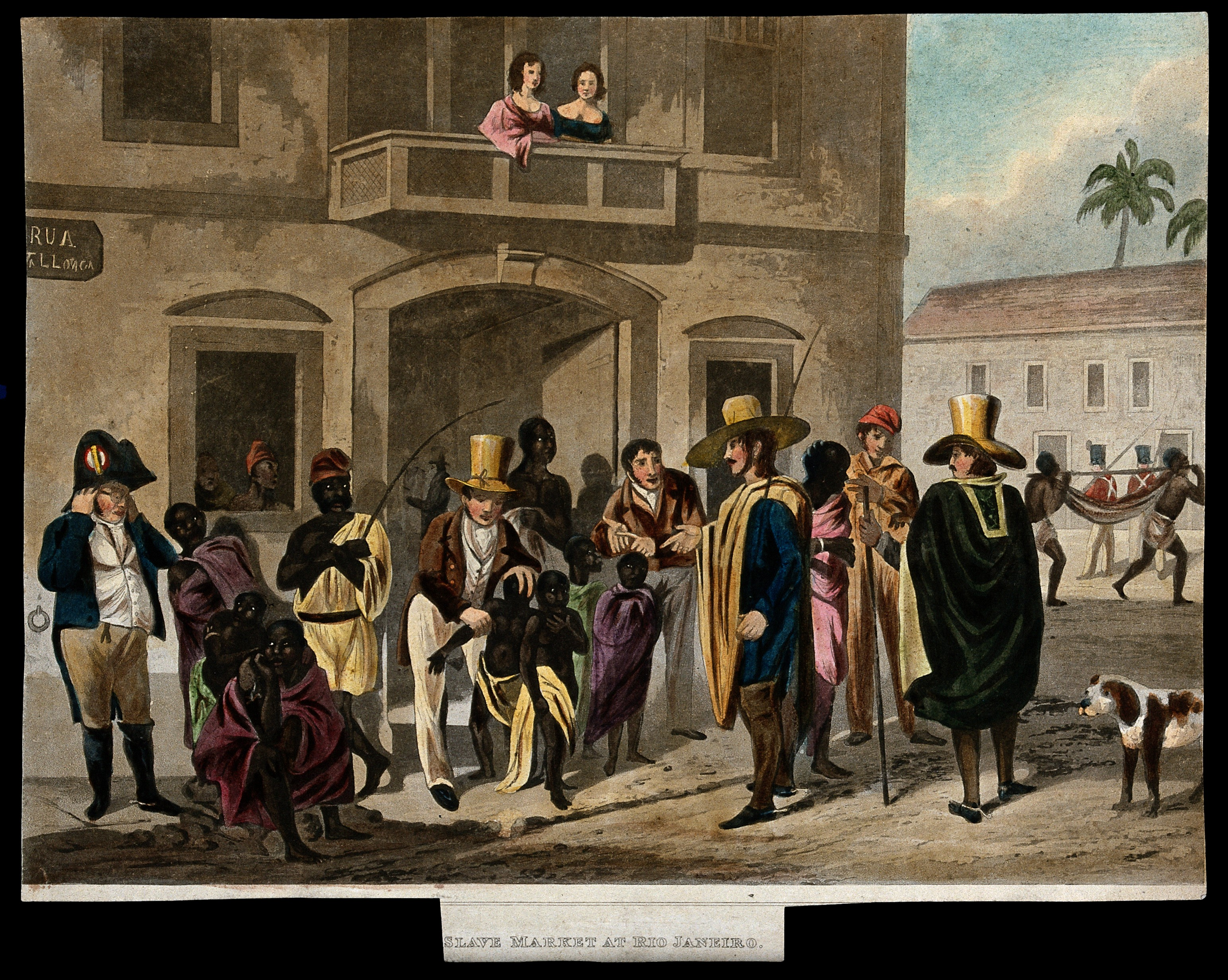
Sklavenmarkt in Rio de Janeiro, frühes 19. Jh.

Das heutige Guinea-Bissau wurde nach der Ankunft des portugiesischen Entdeckungsreisenden Nuno Tristão 1446 zunehmend portugiesische Kolonie, ebenso wie Brasilien, das seit der Ankunft Pedro Álvares Cabrals 1500 portugiesisch wurde. Danach sorgten Handelsbeziehungen zwischen beiden Kolonien, insbesondere der transatlantische Sklavenhandel, für einen regelmäßigen Austausch, der sich dabei im Wesentlichen im Rahmen des atlantischen Dreieckshandel abspielte. Nach der Flucht des portugiesischen Königshauses vor der Napoleonischen Invasion Portugals wurde Rio de Janeiro 1808 de facto Hauptstadt des Königreichs Portugal, und das heutige Guinea-Bissau von Brasilien aus verwaltet, bis zur Rückkehr des portugiesischen Hofes nach Lissabon im Jahr 1821.
1822 erklärte sich Brasilien unabhängig. Der Vertrag von Rio de Janeiro 1825 regelte danach die endgültige Unabhängigkeit Brasiliens von Portugal und beinhaltete auch eine Verpflichtung, dass Brasilien sich keine der portugiesischen Besitzungen einverleiben durfte, also auch nicht das heutige Guinea-Bissau, zu dem Brasilien aber weiterhin Handelsbeziehungen pflegte und insbesondere weiter von hier Sklaven für seine Plantagenwirtschaft beschaffte, bis die Sklaverei auch in Brasilien Ende des 19. Jahrhunderts langsam auslief.

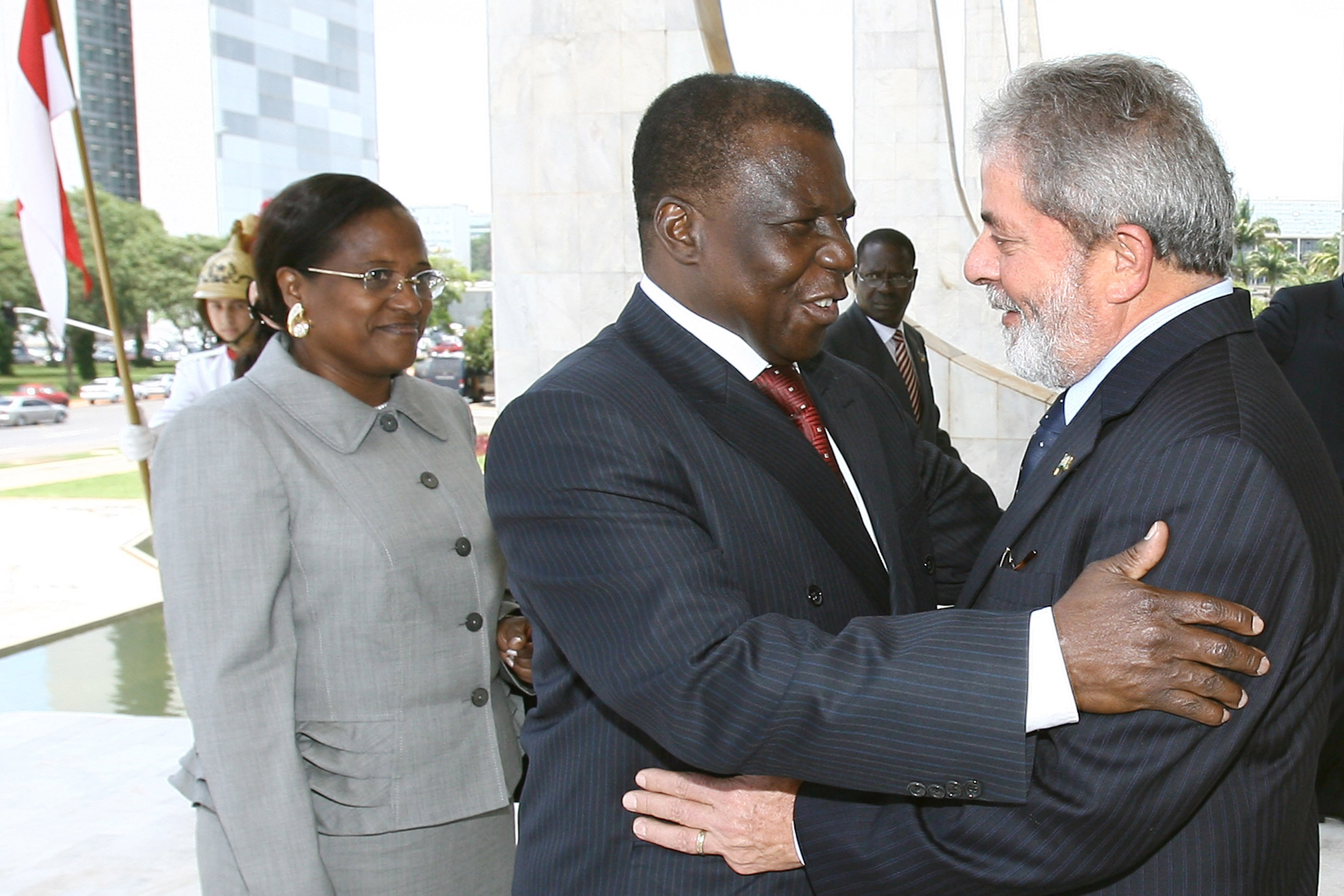
Guinea-Bissaus Präsident João Bernardo Vieira und sein brasilianische Amtskollege Lula da Silva im November 2007 in Brasilien: Lula da Silva intensivierte die Beziehungen Brasiliens ab 2003 auch mit Guinea-Bissau.

### Seit dem 20. Jh.
Guinea-Bissau blieb als Portugiesisch-Guinea unter portugiesischer Verwaltung und konnte sich erst in seinem blutigen Unabhängigkeitskrieg gegen Portugal seine Unabhängigkeit erkämpfen. 1973 erklärte das Land sich einseitig als unabhängig und erhielt nach der Nelkenrevolution in Portugal 1974 seine vollständige Unabhängigkeit. Brasilien erkannte die Unabhängigkeit Guinea-Bissaus noch im gleichen Jahr an und eröffnete umgehend eine eigene Botschaft dort. Die seither folgenden häudifen innenpolitischen Krisen in Guinea-Bissau verhinderten eine nachhaltige wirtschaftliche und politische Entwicklung des Landes, was auch seine internationalen Beziehungen behinderte. So eröffnete es lange keine eigene Vertretung in Brasilien. Dessen ungeachtet verbesserten sich ihre Beziehungen in den innenpolitisch stabileren Phasen Guinea-Bissaus weiter. 1988 eröffneten mit dem Centro Cultural Brasil – Guiné-Bissau (CCBGB) dort ein brasilianisches Kulturzentrum, im Jahr 2000 begannen guinea-bissauische Studenten in Brasilien zu studieren, insbesondere an der Universidade da Integração Internacional da Lusofonia Afro-Brasileira (zu deutsch: Universität der internationalen Integration der afro-brasilianischen Lusophonie, UNILAB).
Insbesondere der 2003 ins Amt gekommene Präsident Lula da Silva weitete dann die außenpolitischen Aktivitäten Brasiliens aus und verbesserte die Beziehungen seine Landes auch zu vielen afrikanischen Staaten, in kultureller, diplomatischer und wirtschaftlicher Hinsicht. Die Beziehungen zu den afrikanischen Staaten mit Amtssprache Portugiesisch und damit zu Guinea-Bissau waren dabei ein wesentlicher Schwerpunkt. Dies näherte beide Staaten weiter an. 2007 wurde Guinea-Bissaus Präsident João Bernardo Vieira zum Staatsbesuch von Lula da Silva empfangen.
2011 eröffnete Guinea-Bissau seinerseits eine eigene Botschaft in Brasilien. 2015 kam Guinea-Bissaus Präsident José Mário Vaz zum Staatsbesuch nach Brasilien. Der seit 2019 amtierende Präsident Umaro Sissoco Embaló kam bereits mehrfach zu verschiedenen Anlässen nach Brasilien, so in den Jahren 2021, 2022 und 2023.

## Diplomatie
Brasilien unterhält eine Botschaft in der guinea-bissauischen Hauptstadt Bissau. Konsulate darüber hinaus hat Brasilien dort nicht.
Guinea-Bissau führt eine Botschaft in der brasilianischen Hauptstadt Brasília. Auch Guinea-Bissau hat keine Konsulate in Brasilien eingerichtet (alles Stand Oktober 2024).

## Wirtschaft

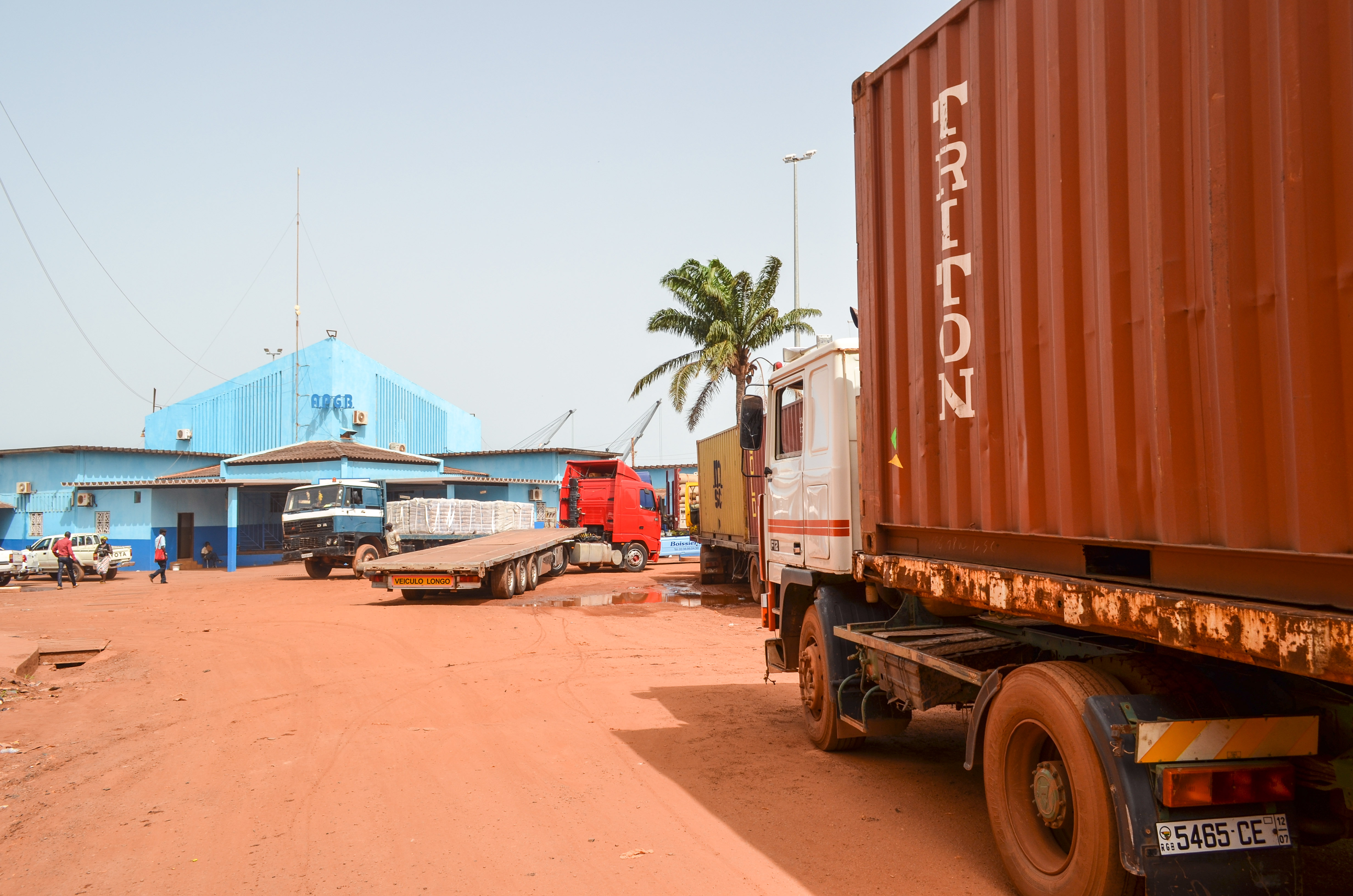
LKWs bringen Container in den Hafen von Bissau: zahlreiche Faktoren verhinderten bislang sowohl allgemein eine gute wirtschaftliche Entwicklung des Landes als auch speziell einen bedeutenderen Außenhandel mit Brasilien.

Angesichts seines kleinen Marktes mit schwacher Kaufkraft, seiner schwachen Außenwirtschaft und seinen zahlreichen Strukturschwächen von Infrastruktur bis Rechtssystem ist der Handel zwischen Guinea-Bissau und Brasilien bisher schwach entwickelt. Im Jahr 2022 belief sich das bilaterale Handelsvolumen auf 2,5 Mio. US-Dollar, mit einem Handelsbilanzüberschuss zu Gunsten Brasiliens von 1,7 Mio.

## Kultur
Das brasilianische Kulturinstitut Instituto Guimarães Rosa (bis 2022: Centro Cultural do Brasil) ist in der guinea-bissauischen Hauptstadt Bissau mit seiner Niederlassung Instituto Guimarães Rosa Bissau, Kooperationen und Lektoraten im Land präsent.
Im Rahmen des wandernden portugiesischsprachigen FESTin-Filmfestivals werden Filme beider Länder auch im jeweils anderen Land gezeigt, online oder auch vor Ort, wobei brasilianische Produktionen das Programm dominieren.

## Sport

### Fußball
Fußball ist in beiden Ländern der beliebteste Sport. Die Brasilianische und die Guinea-bissauische Fußballnationalmannschaft der Herren spielten bisher jedoch noch nicht gegeneinander, auch die Brasilianische und die Guinea-bissauische Frauen-Elf nicht (Stand November 2024).
Der Brasilianer José Antonio Nogueira war 2006 einige Monate Nationaltrainer der Herren-Auswahl Guinea-Bissaus.
Der Fußball in Guinea-Bissau ist bis heute stark vom portugiesischen Fußball geprägt, und viele dortige Vereine sind Filialvereine portugiesischer Klubs. Vereinzelt haben sich dort jedoch auch Vereine in Anlehnung an brasilianische Klubs gegründet, etwa Flamengo de Pefine.

### Andere
Athleten beider Länder treffen regelmäßig aufeinander, und beide Länder nahmen bisher an allen Jogos da Lusofonia teil. Die Spiele des portugiesischen Sprachraums werden von der Vereinigung der Olympischen Komitees portugiesischer Sprache (ACOLOP) organisiert, in der die Olympischen Komitees beider Staaten Mitglieder sind.
Die olympische Judoka Taciana Cesar wurde in Brasilien als Tochter eines guinea-bissauischen Vaters geboren und startete zunächst für Brasilien, um seither für Guinea-Bissau anzutreten.